# Notholepthyphantes australis
Notholepthyphantes australis är en spindelart som först beskrevs av Albert Tullgren 1901.  Notholepthyphantes australis ingår i släktet Notholepthyphantes och familjen täckvävarspindlar. Inga underarter finns listade i Catalogue of Life.